# Oligonychus steinhaueri
Oligonychus steinhaueri är en spindeldjursart som beskrevs av Flechtmann och Baker 1970. Oligonychus steinhaueri ingår i släktet Oligonychus och familjen Tetranychidae. Inga underarter finns listade i Catalogue of Life.